# Germagno

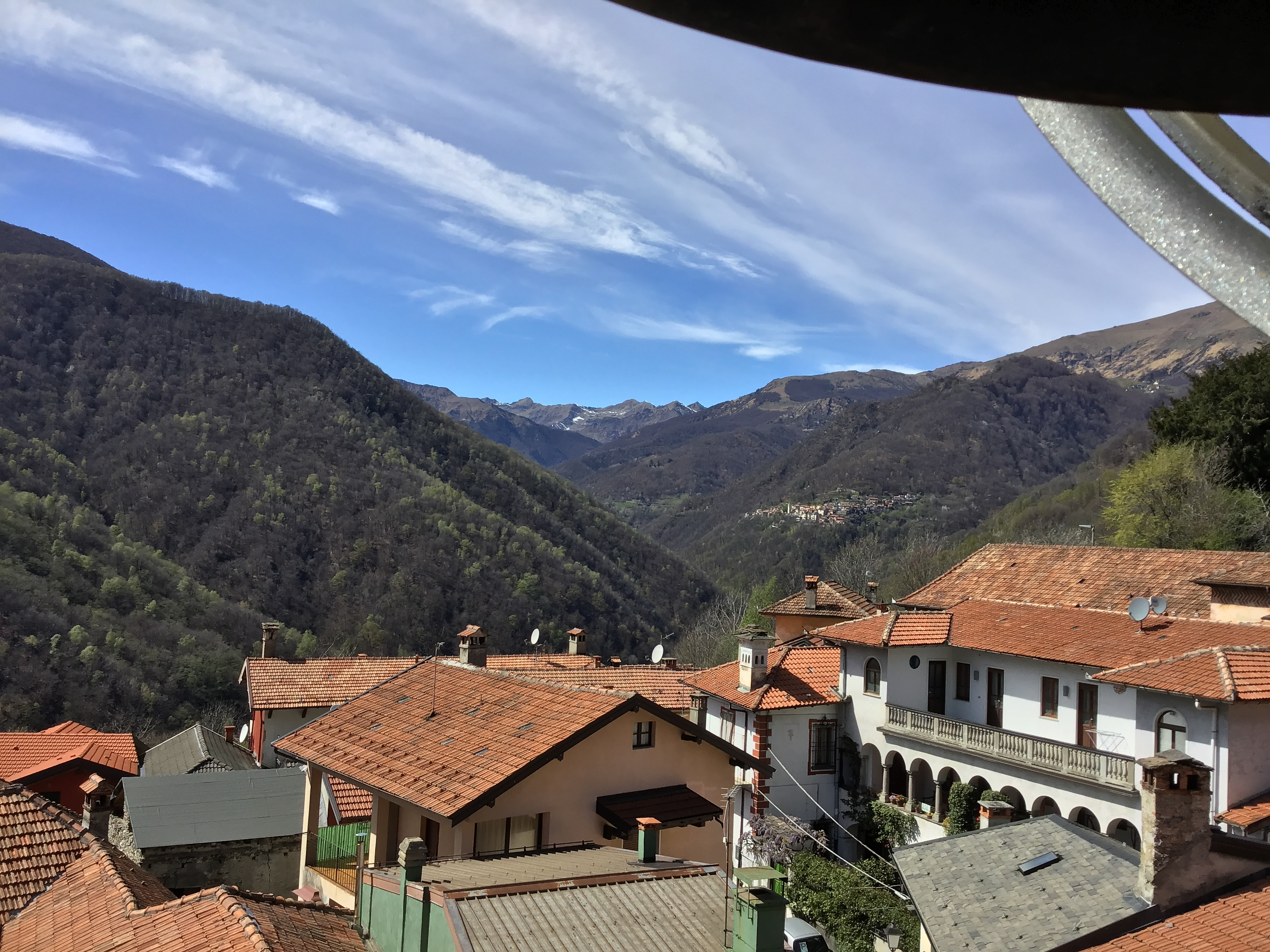
Il paese vista dal campanile della chiesa parrocchiale

Germagno (Germagn in piemontese e in lombardo) è un comune italiano di 184 abitanti della provincia del Verbano-Cusio-Ossola in Piemonte.

## Società

### Evoluzione demografica
Abitanti censiti

## Amministrazione
| Periodo | Periodo   | Primo cittadino  | Partito      | Carica  | Note |
| ------- | --------- | ---------------- | ------------ | ------- | ---- |
| 2004    | 2009      | Paolo Rossetti   | lista civica | Sindaco |      |
| 2009    | 2019      | Sebastiano Pizzi | lista civica | Sindaco |      |
| 2019    | In Carica | Fabrizio Vittoni | lista civica | Sindaco |      |

### Altre informazioni amministrative
Germagno ha fatto parte della Comunità Montana dello Strona e Basso Toce sino al 2010, quando è confluito nella Comunità montana Due Laghi, Cusio Mottarone e Val Strona abolita poi nel 2012.
Fa parte dell'Unione Montana della Valle Strona e delle Quarne e aderisce all'Ecomuseo del Lago d'Orta e Mottarone.